# Oberhornbach
Oberhornbach ist ein Ortsteil des Marktes Pfeffenhausen im niederbayerischen Landkreis Landshut.

## Geographie und Verkehrsanbindung
Das Kirchdorf liegt nordwestlich des Kernortes Pfeffenhausen an der LA 41. Unweit nordöstlich verläuft die B 299. Durch den Ort fließt der Hornbacher Bach. Um den Ort herum sind hauptsächlich Acker- und Weidefläche anzufinden, jedoch liegt nordöstlich der B 299 ein kleiner Wald. Das Klima ist gemäßigt, aber der Landkreis hat auch einige Niederschläge zu verzeichnen.

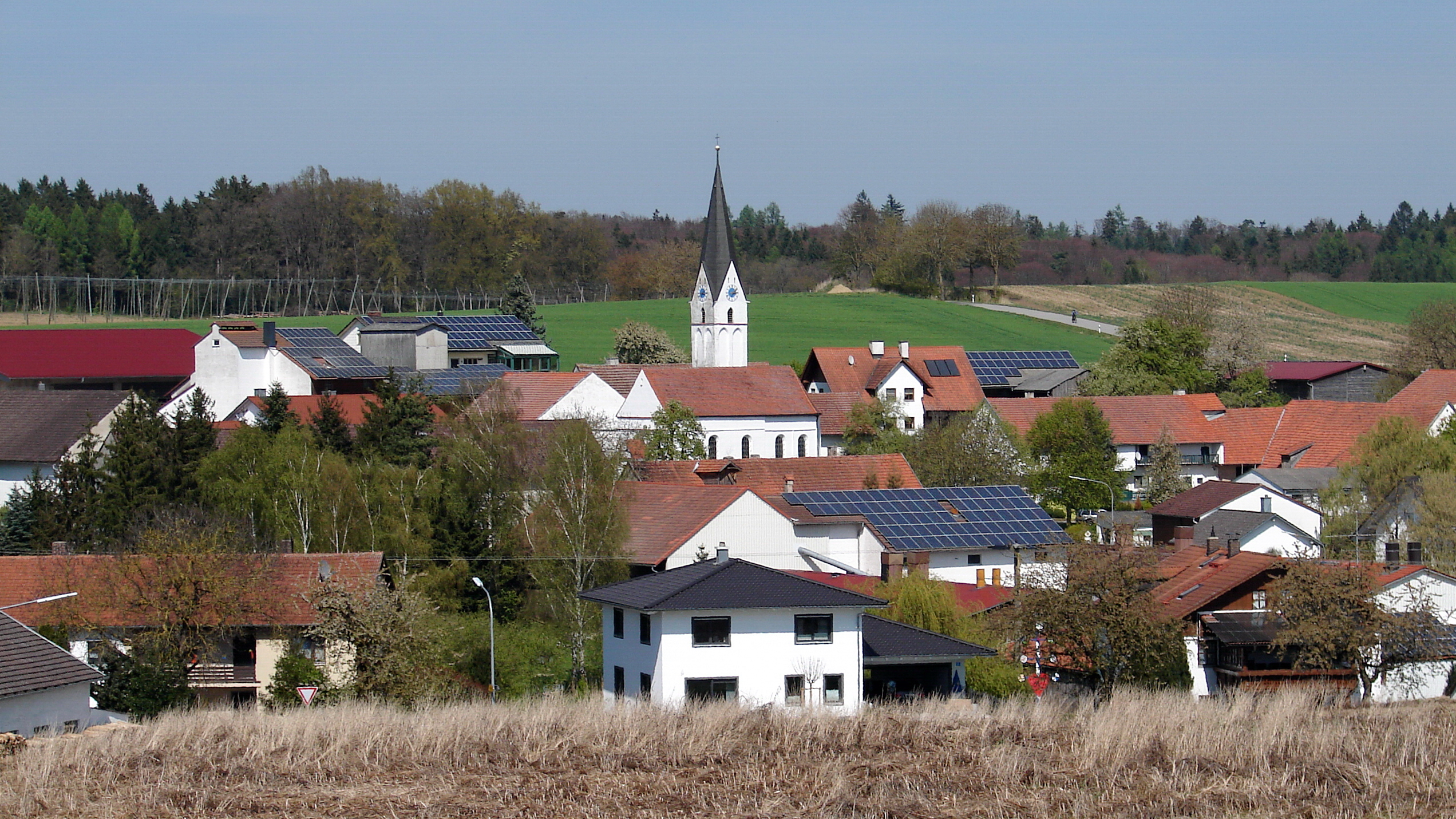
Ortsansicht von Süden

## Sehenswürdigkeiten
In der Liste der Baudenkmäler in Pfeffenhausen ist für Oberhornbach ein Baudenkmal aufgeführt:
- Die katholische Filialkirche St. Stephan ist eine spätgotische Anlage aus der Mitte des 15. Jahrhunderts. Das Langhaus ist barockisiert. Der nördliche Chorflankenturm trägt einen Spitzhelm.

Des Weiteren besitzt der Ort einen eigenen Schützenverein, genannt Fortuna Oberhornbach.